# Драбів
Дра́бів — селище в Україні, у Золотоніському районі Черкаської області. Центр Драбівської селищної громади.
З 1923 до 2021 року центр Драбівського району, а до 7 березня 1923 року — центр Драбівської волості Золотоніського повіту (1781-1923).

## Географія
У селищі бере початок річка Золотоношка. Розташоване за 75 км від обласного центру — міста Черкаси та за 13 км від залізничної станції Драбове-Барятинська.

## Історія
Перші відомості про Драбів належать до 1680 року, коли багатий козак, пізніше переяславський полковник Іван Мирович зайняв над річкою Золотоношкою на вільному військовому степу землі, де вже здавна стояв невеликий хутір. Мирович звернувся до царя з проханням видати йому дозвіл на право володіння. 1691 року він одержав жалувану грамоту на хутір із ставком, лісом, випасом і сіножатями.
1707 року хутір налічував 7 хат. Під час Північної війни син Івана Мировича — Федір, разом з Мазепою перейшов на бік шведів. За указом Петра І 1718 року всі маєтності Мировичів, у тому числі хутір Драбів, були відписані князю Кантакузену. 1738 року вдова Кантакузена відписала Драбів царській скарбниці.
1775 року Катерина ІІ віддала землі Драбова у вічне і спадкове володіння графу Петрові Завадовському.
1843 року Завадовські продали Драбів Барятинському. У 1848 році Драбову було надано статус містечка, він став волосним центром, де налічувалось 4700 жителів.
У часі нацистсько-радянської війни сили ЧА відійшли з Драбова 21 вересня 1941 року.
Село постраждало внаслідок голодоморів 1932–1933 та 1946–1947 роках.

## Населення
У січні 1989 року чисельність населення становила 7713 осіб.
На 1 січня 2013 року чисельність населення становила 6705 осіб.

### Мова
Розподіл населення за рідною мовою за даними перепису 2001 року:
| Мова            | Кількість | Відсоток |
| --------------- | --------- | -------- |
| українська      | 7040      | 98.16%   |
| російська       | 120       | 1.67%    |
| білоруська      | 4         | 0.06%    |
| вірменська      | 1         | 0.01%    |
| румунська       | 1         | 0.01%    |
| інші/не вказали | 6         | 0.09%    |
| Усього          | 7172      | 100%     |

## Пам'ятки
- Драбівський парк — парк-пам'ятка садово-паркового мистецтва місцевого значення.
- Ведмежий горіх — ботанічна пам'ятка природи місцевого значення.

## Відомі люди
- Білоус Валерій Миколайович (1986—2022) — старший сержант Збройних сил України, учасник російсько-української війни.
- Дзеверін Ігор Олександрович — професор, доктор філологічних наук, академік Академії Наук України.
- Жагала Віктор Макарович (* 20 серпня 1911 — † 18 лютого 1987)
- Коломієць Микола Петрович — Народний артист України.
- Онопрієнко Володимир Володимирович (1977—2021) — старший солдат Збройних сил України, учасник російсько-української війни.
- Потапенко Олександр Олександрович (1970—2014) — молодший сержант Збройних сил України, учасник російсько-української війни.
- Романюк Василь Григорович (* 31 січня 1910 — † 31 липня 1993)

## Галерея

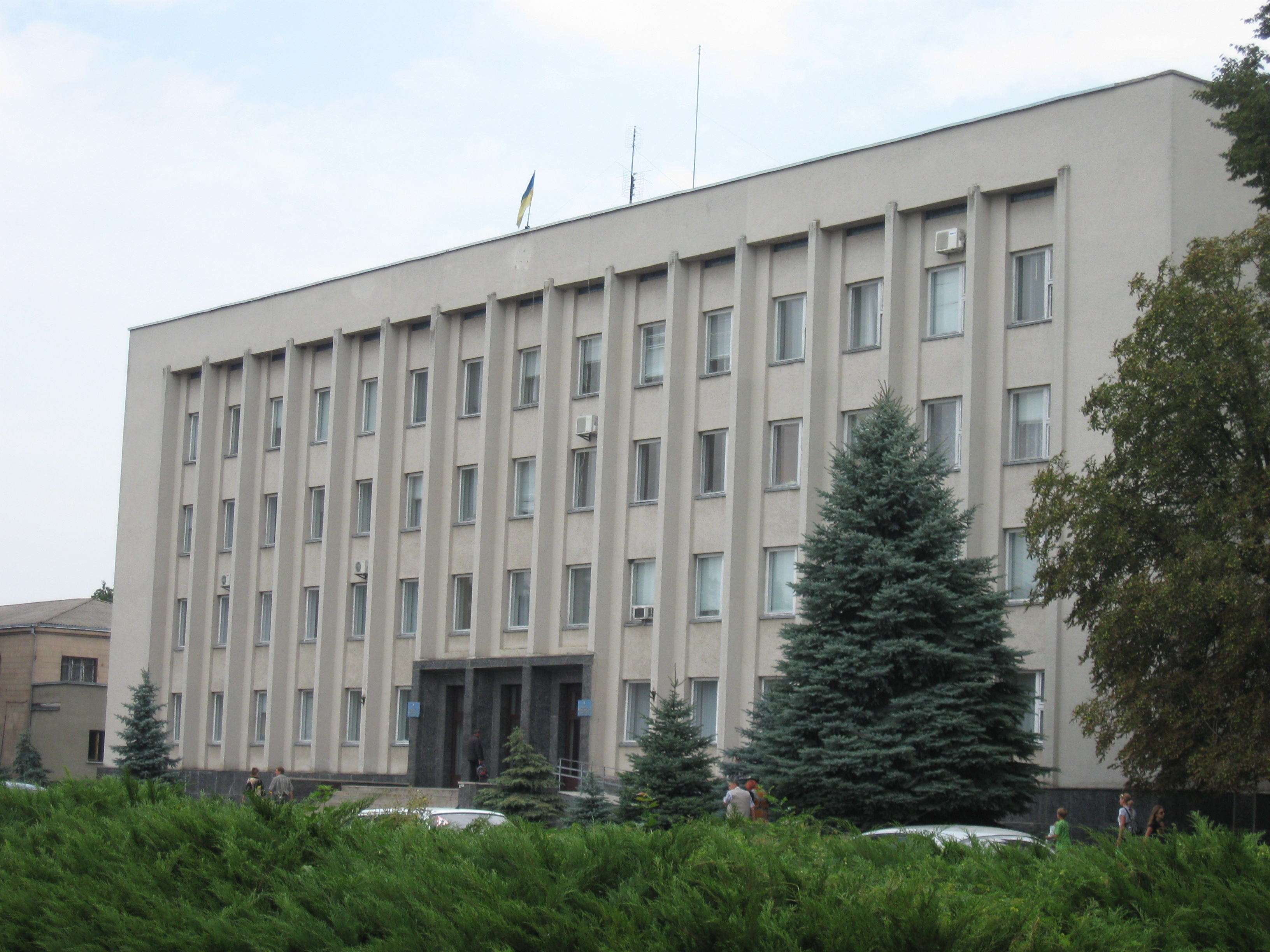
Драбівська районна адміністрація.
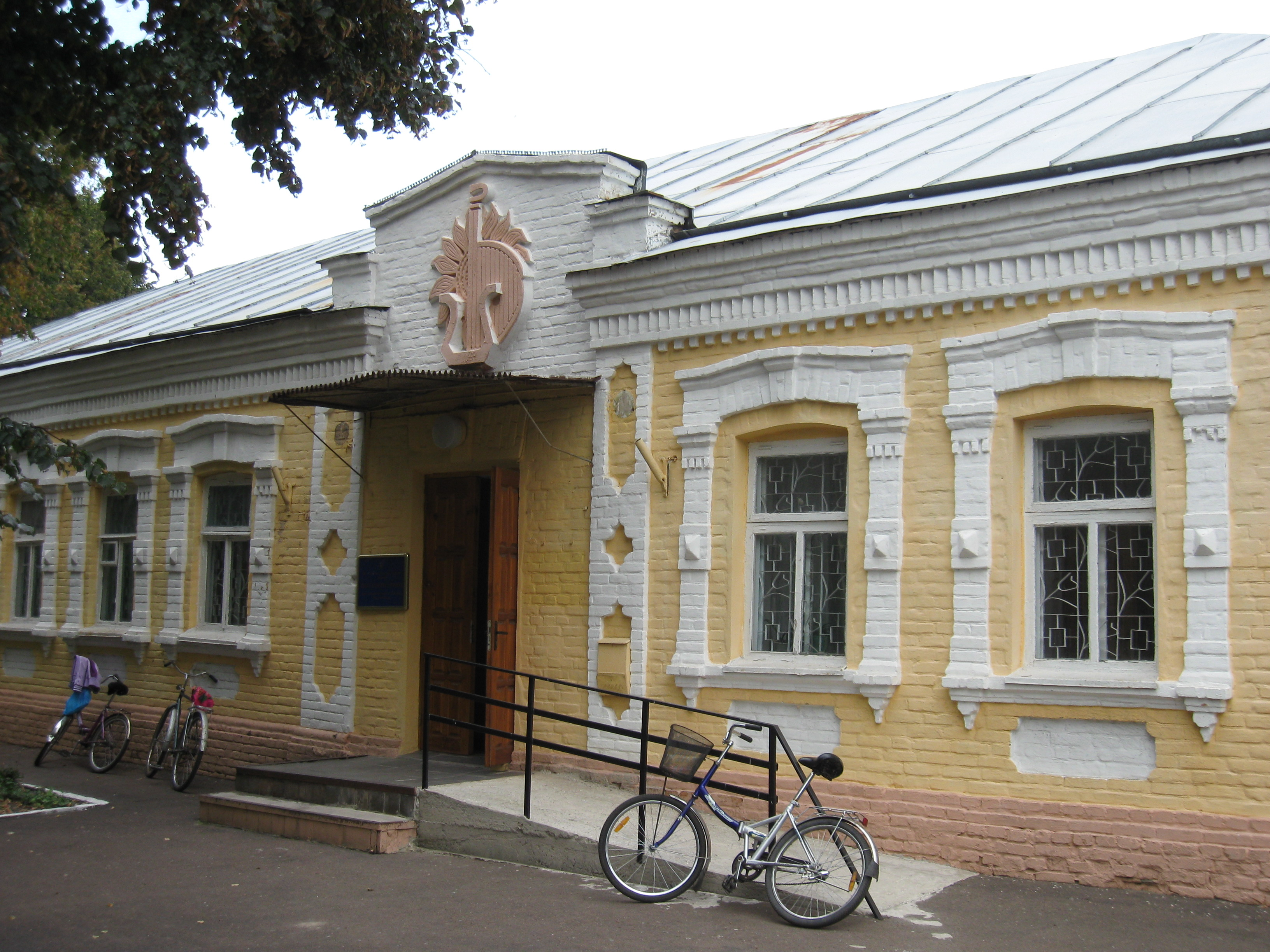
Драбівський краєзнавчий музей
Драбівський районний будинок культури
На одній з вулиць селища